# Хёрль, Кристофер
Кристофер Хёрль (нем. Christopher Hörl; 30 августа 1989, Целль-ам-Зе) — австрийский и молдавский горнолыжник, участник Олимпийских игр 2018 года.

## Биография
Выступая за Австрию выступал на национальных и европейских стартах. В декабре 2016 года получил гражданство Молдавии с целью выступления на Олимпиаде в Пхёнчхане. В декабре 2017 года дебютировал на Кубке мира. Наилучшее достижение - 58-е место на этапе в итальянском Бормио в скоростном спуске.
На играх в Корее горнолыжник занял в скоростном спуске 40-е место среди 65 участников, в слаломе не вышел на старт, а в комбинации он не преодолел квалификацию.